# Hédoné
Hédoné (en grec ancien : Ἡδονή / Hêdonế) est une divinité de la mythologie grecque, fille de Psyché (déesse de l'âme) et d'Éros (dieu de l'amour, forme grecque de Cupidon). Elle est la déesse du plaisir, de la volupté et de la sensualité, sa forme romaine est Voluptas. Ses opposés sont les trois Algos, personnifications des peines et des douleurs.